# Wednesday Addams
Wednesday Friday Addams (conocida en España como Miércoles Addams y en Hispanoamérica como Merlina Addams) es un personaje ficticio creado por el dibujante estadounidense Charles Addams en su historieta La Familia Addams. El personaje también ha aparecido en televisión, cine y videojuegos, tanto en formato de acción en vivo como animado.

## Wednesday
En las caricaturas de Addams, que aparecieron por primera vez en The New Yorker, Wednesday y otros miembros de la familia no tenían nombres. Cuando los personajes se adaptaron a la serie de televisión de 1964, Charles Addams le dio el nombre de "Wednesday", basado en la conocida línea de la canción infantil, "La niña Wednesday está llena de aflicción". La idea del nombre fue provista por la actriz y poeta Joan Blake, conocida de Addams. Es la hermana de Pugsley Addams, y la única hija de Gomez y Morticia Addams.

## Apariencia y personalidad
Esta niña es pálida y delicada... sensible y tranquila, le encantan los picnics y las salidas a las cavernas subterráneas... una niña solemne, vestida de gala y, en general, bastante perdida... reservada e imaginativa, poética, parece desfavorecida y dada a berrinches ocasionales... tiene seis dedos en un pie...
Charles Addams

Las características más notables de Wednesday son su piel pálida y largas trenzas oscuras. Rara vez muestra emoción y generalmente es amarga. Wednesday usualmente usa un vestido negro con cuello blanco, medias negras y zapatos negros.
En la serie de la década de 1960, es dulce y sirve para frustrar la rareza de sus padres y hermano, aunque su pasatiempo favorito es criar arañas; ella también es una bailarina. El juguete favorito de Wednesday es su muñeca María Antonieta, que su hermano guillotina (a petición suya). Se dice que tiene seis años en el episodio piloto de la serie de televisión. En un episodio, también se muestra que tiene varias otras muñecas sin cabeza. También pinta imágenes (incluida una imagen de árboles con cabezas humanas) y escribe un poema dedicado a su araña favorita, Homer. Wednesday es engañosamente fuerte; ella es capaz de derribar a su padre con un golpe de judo.
Wednesday tiene un parentesco cercano con el gigante mayordomo de la familia, Lurch. En la serie de televisión, su segundo nombre es "Friday". En la versión en español de España su nombre es Miércoles; en Hispanoamérica es Merlina; en la versión brasileña es Wandinha (‘la pequeña Wanda’ en portugués); en los doblajes francés e italiano se llama respectivamente Mercredi y Mercoledì (‘miércoles’ en ambos idiomas).
En la película de 1991, se la representa de una manera más oscura. Muestra tendencias sádicas y una personalidad oscura, y se revela que tiene un profundo interés en el Triángulo de las Bermudas y una admiración por un antepasado (Gran Tía Calpurnia Addams) que fue quemada como bruja en 1706. En la secuela de 1993, incluso más oscura: enterró a un gato vivo, trató de guillotinar a su hermano pequeño Pubert, prendió fuego al campamento Chippewa y (posiblemente) asustó mortalmente a su compañero campista Joel. Estas películas fueron la primera versión de The Addams Family en que los actos violentos u horrendos podían representarse en la pantalla en lugar de estar implícitos, lo que dificultaba la definición de su personalidad. En la primera película, por ejemplo, se la ve electrificar con éxito a su hermano Pugsley en una silla eléctrica, pero ni ella ni Morticia expresan sorpresa o angustia de acabe muerto o lastimado.
En la serie animada y la serie de televisión canadiense The New Addams Family de la década de 1990, Wednesday conserva su apariencia y su gusto por la oscuridad y la tortura; es retratada como teniendo el consentimiento de sus padres para atar a Pugsley a una silla y torturarlo con un hierro para marcar y un picahielo.
En el musical de Broadway The Addams Family: A New Musical, tiene dieciocho años y tiene el pelo corto en lugar de las largas trenzas en sus otras apariciones. Su oscuridad y sus rasgos sociópatas se han atenuado, y está enamorada (y se revela que está comprometida con) Lucas Beineke. En el musical, Wednesday es mayor que Pugsley.
En la serie web de parodia Adult Wednesday Addams, Wednesday, interpretado por Melissa Hunter, recupera su naturaleza oscura, sociópata y sádica (aunque, como en los originales, cualquier acto horrible real solo está implícito y puede o no ocurrir fuera de la cámara) y lleva largas trenzas, conectando con los eventos y la representación de las películas y el cómic original. Esta Wednesday trata de ser una adulta después de mudarse de la casa de su familia. La serie web llamó la atención de los medios con el tercer episodio de la temporada 2 en el que Wednesday castigó a un par de cazadores. The Tee & Charles Addams Foundation, propietarios de derechos de autor de The Addams Family, marcaron la serie por violación de derechos de autor, lo que provocó que la serie fuera retirada de YouTube.
En la versión animada de 2019 del mismo nombre, conserva su naturaleza sin emociones y sus tendencias sádicas, tratando de enterrar a Pugsley y atormentando a una acosadora en la escuela. Sin embargo, también está aburrida de su vida macabra y protegida, queriendo ver el mundo a pesar de las objeciones de Morticia. Esto la lleva a hacerse amiga de Parker Needler y a las dos asumir varios de los rasgos de la otra, con Wednesday en un punto vistiendo ropas coloridas. Sus trenzas terminan en forma de la soga de un cadalso.
En la serie Wednesday es una adolescente de 16 años, y conserva su naturaleza sin emociones y tendencias sádicas, además de tener la capacidad de tener visiones, pero mientras avanza la serie, se vuelve más abierta y se preocupa por los demás.

## Interpretaciones
A lo largo de los años, Wednesday ha sido interpretada por una variedad de actrices, en televisión, películas y escenarios:
- Lisa Loring (1964-1977)
- Cindy Henderson (TV animada, 1972-1974)
- Noelle Von Sonn (piloto de televisión de acción real, 1973)
- Christina Ricci (películas originales de acción real 1991-1993)
- Debi Derryberry (serie animada de televisión, 1992-1994)
- Nicole Fugere (Addams Family Reunion, The New Addams Family, 1998-1999)
- Krysta Rodriguez (musical de Broadway, 2010)
- Rachel Potter (musical de Broadway, 2011)
- Cortney Wolfson (primera gira nacional de Broadway, 2011)
- Laura Lobo (primer reparto brasileño, 2012)
- Frankie Lowe (gira nacional en el Reino Unido, 2012)
- Jennifer Fogarty (gira asiática, 2013)
- Gloria Aura (gira mexicana, 2014)
- Melissa Hunter (versión adulta de Wednesday Addams, 2013-2015)
- Carrie Hope Fletcher (gira nacional en el Reino Unido, 2017)
- Lydia Fairén (primer reparto español, 2017 y gira nacional de España en 2018)
- Marjolein Teepen (musical holandés 2018-2019)
- Chloe Grace Moretz (película animada, 2019)
- Jenna Ortega (serie de Netflix, 2022-presente)

Wednesday es interpretada por Lisa Loring en la serie de televisión original, aunque mucho menos malévola que la descrita en los dibujos animados. En la primera serie animada de Hanna-Barbera, Cindy Henderson hizo su voz. Henderson expresó el mismo personaje en un episodio de Las nuevas películas de Scooby-Doo. En la segunda serie animada de Hanna-Barbera, Debi Derryberry le da la voz.
The Addams Family (1991) y su secuela Addams Family Values (1993) retratar a Wednesday con mayor precisión cómica, tal vez incluso más oscura. La personalidad de Wednesday es severa, con un ingenio inexpresivo y un interés mórbido en tratar de infligir daño a sus hermanos, primero Pugsley y luego Pubert. En ambas películas, ella es interpretada por Christina Ricci. En la película Addams Family Values (1993), Wednesday y Pugsley son enviados a un campamento de verano para "jóvenes adultos privilegiados" llamado Camp Chippewa, donde Joel Glicker (interpretado por David Krumholtz), un campista neurótico, plagado de alergias con una autoritaria madre: le gusta Wednesday. Ella se niega a participar en la obra de Gary Granger, una producción musical del primer Día de Acción de Gracias. Ella, Pugsley y Joel están encerrados en la "Choza de la Armonía" y obligados a mirar películas familiares optimistas para frenar su comportamiento antisocial. Al salir de la cabaña, Wednesday finge ser alegre y acepta interpretar el papel de Pocahontas, aunque su sonrisa termina asustando a los campistas, así como a su rubia némesis. Durante la obra, lidera a los otros marginados sociales, que han sido elegidos como nativos americanos, en una revuelta, capturando a Gary, Becky y Amanda y dejando el campamento con Pugsley y Joel en el caos. Antes de que ella se vaya, Wednesday y Joel se besan. Al final de la película, sin embargo, se sugiere que Wednesday, aunque obviamente le gusta Joel, intencionalmente intenta asustarlo hasta la muerte después de que traiga el tema de los matrimonios.
En el especial de televisión de 1977, Halloween with the New Addams Family, Lisa Loring interpreta a una adulta Wednesday, que entretiene principalmente a los invitados de su fiesta con su flauta, y puede escuchar y comprender mensajes codificados de ayuda de miembros vinculados del familia, y enviar ayuda para liberarlos. En el intervalo de tiempo entre la serie de televisión original y esta película de televisión, sus padres tuvieron dos hijos más que se parecen al Pugsley original y a Wednesday.
Wednesday es retratada por Nicole Fugere en la película de video directo Addams Family Reunion y la serie de televisión de Fox Family Channel The New Addams Family, ambas producidas en 1998.
En abril de 2010, The Addams Family: A New Musical debutó en Broadway. Krysta Rodriguez interpretó a Wednesday. El personaje ahora tiene 18 años, se ha "convertido en una mujer", y para ese efecto ya no luce sus coletas exclusivas. El musical se basa en los personajes creados por Charles Addams. En marzo de 2011, Krysta Rodriguez fue reemplazada por Rachel Potter como Wednesday en el elenco de Broadway. A partir de septiembre de 2011, la producción comienza su primera gira nacional. Cortney Wolfson ha sido elegida para el papel de Wednesday Addams. En la producción de Broadway, fue la suplente de Wednesday y actuó como Dead Bride/Ancestor.
Melissa Hunter interpreta a una versión adulta de Wednesday Addams en su serie de YouTube. Su Wednesday es más oscura que la versión del musical y más cercana a la versión de los dibujos animados y películas originales. Muchos fanáticos aman al personaje, porque a Wednesday se le da algo de sabiduría en cada episodio.
Zoe Richardson apareció en el hipódromo de Birmingham como Wednesday Addams en una adaptación musical de The Addams Family on Ice en noviembre de 2007
Chloë Grace Moretz es la voz de Wednesday en la película animada de 2019 y en la secuela, que se estrenó el 1 de octubre de 2021. Toda la familia está diseñada principalmente para parecerse a las representaciones iniciales de dibujos animados, con detalles adicionales; por ejemplo, las trenzas de pelo de Wednesday se parecen a dos nudos.
Wednesday Addams volvió a ser popular en el 2022, debido a que la familia Addams ha vuelto a ser el centro de atención debido al lanzamiento de la serie de Wednesday  en la plataforma de Netflix, show creado por Tim Burton y protagonizado por la actriz Jenna Ortega. La serie se estrenó el 23 de noviembre de 2022, contando con un total de 8 capítulos.